# Данько Тарас Григорович
Тара́с Григо́рович Данько́ (нар. 3 липня, 1980, Київ) — український борець вільного стилю, бронзовий призер чемпіонату світу, переможець, срібний та бронзовий призер чемпіонатів Європи, срібний призер Кубку світу, бронзовий призер ХХІХ літніх Олімпійських ігор в Пекіні. Заслужений майстер спорту України.

## Біографія
Боротьбою займається з 1995 року.  Данько виступав за «Динамо» (Київ). Перший тренер, що працює з ним і досі, — його батько, Заслужений тренер України Григорій Данько. Також його тренує Дмитро Лук'янчіков. З 2008 року тренувався у Миколаєві, де йому допомагав готуватися до Олімпіади Заслужений тренер України Юлай Тупєєв. На Олімпійських іграх 2004 року в Афінах Тарас Данько був сьомим. На літніх Олімпійських іграх в Пекіні у 2008 р. він став третім, перемігши у сутичці за бронзу турка Серхата Бальчі з рахунком 3:0.

## Виступи на Олімпіадах
| Змагання                    | Збірна  | Вагова категорія | Місце  |
| --------------------------- | ------- | ---------------- | ------ |
| Літні Олімпійські ігри 2004 | Україна | 84 кг            | 7      |
| Літні Олімпійські ігри 2008 | Україна | 84 кг            | Бронза |

## Виступи на Чемпіонатах світу
| Змагання                        | Збірна  | Вагова категорія | Місце  |
| ------------------------------- | ------- | ---------------- | ------ |
| Чемпіонат світу з боротьби 2005 | Україна | 84 кг            | Бронза |
| Чемпіонат світу з боротьби 2006 | Україна | 84 кг            | 5      |

## Виступи на Чемпіонатах Європи
| Змагання                         | Збірна  | Вагова категорія | Місце  |
| -------------------------------- | ------- | ---------------- | ------ |
| Чемпіонат Європи з боротьби 2003 | Україна | 84 кг            | 6      |
| Чемпіонат Європи з боротьби 2005 | Україна | 84 кг            | Золото |
| Чемпіонат Європи з боротьби 2006 | Україна | 84 кг            | Бронза |
| Чемпіонат Європи з боротьби 2007 | Україна | 84 кг            | Срібло |
| Чемпіонат Європи з боротьби 2008 | Україна | 84 кг            | 14     |

## Виступи на Кубках світу
| Змагання                    | Збірна  | Вагова категорія | Місце  |
| --------------------------- | ------- | ---------------- | ------ |
| Кубок світу з боротьби 2000 | Україна | 85 кг            | 5      |
| Кубок світу з боротьби 2010 | Україна | 84 кг            | 6      |
| Кубок світу з боротьби 2011 | Україна | 96 кг            | Срібло |

## Виступи на інших змаганнях
| Змагання                                             | Збірна  | Вагова категорія | Місце  |
| ---------------------------------------------------- | ------- | ---------------- | ------ |
| Золотий Гран-прі з боротьби 2006                     | Україна | 84 кг            | Срібло |
| Олімпійський кваліфікаційний турнір 2008             | Україна | 84 кг            | 11     |
| Олімпійський кваліфікаційний турнір 2008             | Україна | 84 кг            | Золото |
| Золотий Гран-прі з боротьби 2010                     | Україна | 84 кг            | Золото |
| Київський Міжнародний турнір з вільної боротьби 2012 | Україна | 96 кг            | 5      |

## Державні нагороди
- Орден «За мужність» III ст. (4 вересня 2008) — за досягнення високих спортивних результатів на XXIX літніх Олімпійських іграх в Пекіні (Китайська Народна Республіка), виявлені мужність, самовідданість та волю до перемоги, піднесення міжнародного авторитету України[3]

## Особисте життя
Данько має вищу освіту, закінчив Національний університет фізичного виховання і спорту України. Батько Григорій Данько — колишній борець, володар Кубка світу, бронзовий призер чемпіонату світу, неодноразовий призер чемпіонатів СРСР, Заслужений тренер України. Мати - гандболістка, виступала за київський «Спартак». Одружений. Дружина — Олена Данько (Гордієнко). Хобі — риболовля.